# Hélène Giroud
Pour les articles homonymes, voir Giroud.
Hélène Giroud (31 décembre 1864 - 19 juin 1950) est une enseignante suisse dédiant sa vie à l’aide aux personnes aveugles. Elle enseigne dans une école d'aveugles, l'Institut des jeunes aveugles de Lyon-Villeurbanne en France. En 1895, elle devient la première femme aveugle à apprendre et enseigner l'espéranto au monde.

## Biographie

### Jeunesse et formation
Hélène Giroud naît le 31 décembre 1864 à Chamoson en Suisse. En 1871, à l’âge de sept ans, elle perd la vue des suites de la variole,.
Elle étudie à l’Asile des aveugles de Lausanne entre 1874 et 1884,. De 1884 à 1886, Henri Hirzel, directeur de l’Asile, lui confie une partie de l’enseignement dans la classe des débutants, notamment l’arithmétique,. En 1887, elle quitte l’Asile pour retourner dans son village natal, sans que la raison ne soit connue, où elle reste trois ans.

### Carrière d'enseignante
En 1890, âgée de 26 ans, elle intègre, en tant qu’institutrice, l’Institut des jeunes aveugles de Lyon-Villeurbanne à la demande de son directeur, Jacques Hugentobler,. Elle y rencontre Jeanne Ranfaing-Zabilon d’Her (eo), qui, durant l’été 1895, lui apprend l'espéranto, de manière orale, sans livre,, faisant d’elle la première espérantiste aveugle. Elle devient ensuite la première enseignante aveugle de l’espéranto, en l'enseignant à son tour à ses meilleurs élèves à la fin des années 1890. Durant de nombreuses années, elle continue à former ses élèves aveugles à cette langue et écrit un livre sur le sujet en braille. En 1905, elle est nommée directrice de la section des jeunes aveugles de l’Institut. En 1907, elle participe, en accompagnant Jeanne Zabilon d’Her, au Congrès mondial d'espéranto de Cambridge. En septembre de la même année, elle quitte l’Institut pour rentrer à Chamoson pour des raisons médicales.

### Retraite et fin de vie
En 1911, elle participe à la fondation de la ligue suisse des aveugles. Elle écrit plusieurs récits et nouvelles en français, décrivant les conditions difficiles de vie dans les montagnes suisses.
En 1916, elle remporte la première place, ex-æquo avec Ernest Neyroud, au concours littéraire organisé par l’Association suisse romande pour le Bien des aveugles.
En 1925, elle écrit un article Bela danko al sankta Johano pour le premier numéro de la revue Ligilo por vidantoj éditée par l’association universelle des espérantistes aveugles (UABE).
Elle décède le 19 juin 1950 à Chamoson.

## Œuvres
- (eo) Hélène Giroud, « Bela Danko al Sankta Johano », Ligilo por vidantoj,‎ 1925, p. 13-15[2]